# Passionsmeister
Als Passionsmeister wird ein mittelalterlicher Maler bezeichnet, der im 15. Jahrhundert Wandmalereien vor allem in Landkirchen der schwedischen Ostseeinsel Gotland schuf. Der namentlich nicht bekannte Künstler ist nach seinen Darstellungen aus dem Leben und Leiden Christi, der Passion, benannt. Seine ungewöhnlichen, fast eigenwilligen Darstellungen der Szenen ziehen sich häufig friesartig entlang der Langhauswände. Der Passionsmeister gehört zu einer Reihe von Malern, die im Mittelalter Wandmalereien auf Gotland schufen. 
Der Passionsmeister zeigt Verständnis für die „sündigen“ Verfehlungen der Menschen. In seinen Bildern in Linde stellt er beispielsweise schwatzende Frauen dar, vom Teufel vom rechten Weg abgelenkt, da sie nicht dem Gottesdienst folgen. Über ihnen schreibt ein Dämon ihr Vergehen in das Sündenregister. Ein Engel schützt dann mit geschwungener Keule die zum Gebet zurückgekehrten Frauen vor weiterer Belästigung durch die Höllenmacht und belehrt so über die Möglichkeiten der Vergebung durch die Kirche.
Dem Passionsmeister oder seiner Werkstatt werden Wandmalereien in folgenden Kirchen auf Gotland zugeschrieben:
- Kirche von Boge
- Kirche von Bro
- Kirche von Ekeby
- Kirche von Endre
- Kirche von Fide
- Kirche von Gerum
- Kirche von Källunge
- Kirche von Linde
- Kirche von Lojsta
- Kirche von Lummelunda
- Kirche von Lye
- Kirche von Rone